# Tokutaro Ukon
Tokutaro Ukon (Sumiyoshi, Districte de Muko, (avui Higashinada-ku a la ciutat de Kōbe), Prefectura de Hyōgo, Imperi Japonès, 23 de setembre de 1913 - Illa de Bougainville, Austràlia (avui Papua Nova Guinea), març de 1944), va ser un futbolista japonès.

## Selecció japonesa
Tokutaro Ukon va disputar 5 partits amb la selecció japonesa.